# Len Bias
Leonard Kevin «Len» Bias (Landover, Maryland; 18 de noviembre de 1963-College Park, Maryland; 19 de junio de 1986) fue un jugador de baloncesto estadounidense que murió tras sufrir una arritmia cardíaca, provocada por una sobredosis de cocaína, 36 horas después de ser elegido por los Boston Celtics en el puesto número 2 del Draft de la NBA de 1986.

## Biografía

### Primeros años
Bias nació en Landover, Maryland, y era conocido por su familia y amigos como «Frosty», nombre que le dio su amigo y pastor Gregory Edmond, porque decía que era: «tall and cool and quiet and unassuming» ('alto y fresco y tranquilo y sin pretensiones').

### Instituto y Universidad
Desde Landover, Bias accedió al Northwestern High School en Hyattsville (Maryland), y posteriormente a la Universidad de Maryland. Bias era conocido por su familia, amigos y compañeros de equipo como «Len» o «Lenny» en lugar de por su verdadero nombre, Leonard.
En su primer año se le consideró como tosco y sin disciplina, pero entrenó mucho y en poco tiempo se convirtió en el jugador estrella de la Universidad y designado como All-American. Ese año, lideró la Atlantic Coast Conference en anotación y fue nombrado Jugador del Año de la ACC. Su última temporada destacó por su actuación en la victoria en tiempo extra contra el mejor clasificado de Carolina del Norte, partido en el que anotó 35 puntos, incluidos 7 de los últimos 3 minutos y la 4 en la prórroga. Al final del año, recogió su segundo Jugador del Año de la ACC y fue incluido en dos equipos de All-American. Este año también le otorgaron el ACC Atleta del Año.
Así pues, vistiendo el número 34 en su camiseta, impresionó a los seguidores del baloncesto por su potencia física y su habilidad para crear sus propias jugadas. Durante su carrera universitaria Bias fue considerado uno de los jugadores más dinámicos. Además fue considerado por bastantes publicaciones como «el alero más completo que jamás haya salido de la universidad». Bias fue uno de los primeros, si no el primer jugador, en ser comparados con Michael Jordan, aunque el propio Jordan había sido «drafteado» solamente dos años antes, en 1984.

#### Estadísticas en la universidad
| Año     | Equipo   | PJ  | PT  | MPP  | %TC  | %3P  | %TL  | RPP | APP | ROB | TPP | PPP  |
| ------- | -------- | --- | --- | ---- | ---- | ---- | ---- | --- | --- | --- | --- | ---- |
| 1982–83 | Maryland | 30  | 13  | 22.0 | .478 | .273 | .636 | 4.2 | 2.7 | .3  | .5  | 7.1  |
| 1983–84 | Maryland | 32  | 31  | 34.5 | .567 | –    | .767 | 4.5 | 1.5 | .4  | .8  | 15.3 |
| 1984–85 | Maryland | 37  | 37  | 23.2 | .528 | –    | .777 | 6.8 | 1.8 | .9  | .9  | 18.9 |
| 1985–86 | Maryland | 32  | 32  | 37.0 | .544 | –    | .864 | 7.0 | 1.0 | .8  | .4  | 23.2 |
| Total   | Total    | 131 | 113 | 32.8 | .536 | .273 | .795 | 5.7 | 1.3 | 1.6 | 0.7 | 16.4 |

### Seleccionado para la NBA
El 17 de junio de 1986, Bias fue elegido en segunda posición del draft, tras Brad Daugherty seleccionado por Cleveland Cavaliers, por los actuales campeones los Boston Celtics. El evento se celebró en la ciudad de Nueva York en el Madison Square Garden y su elección fue una prioridad para Arnold «Red» Auerbach, el presidente y General Mánager del equipo de Boston. Tras el draft, Bias y su familia regresaron a su casa de Landover (Maryland).

### Fallecimiento
El 18 de junio, Bias voló con su padre desde Washington D. C., a Boston (Massachusetts), para la firma con los Celtics, y para cerrar un contrato de patrocinio con la marca deportiva Reebok, por un valor de 1,6 millones de dólares, para los próximos 5 años.
Ese mismo día y tras regresar de Washington, Bias se dirigió a su habitación en el campus de la Universidad de Maryland. Más tarde, cenó con algunos compañeros de equipo y un miembro del equipo de fútbol. Dejó la escuela aproximadamente a las 2 AM del 19 de junio y se dirigió a una reunión fuera de la escuela, a la que asistió brevemente antes de regresar a su dormitorio en el Washington Hall a las 3 AM. Fue aquí cuando Bias y algunos amigos esnifaron cocaína. Bías tuvo una convulsión y cayó en algún momento entre las 6:25-6:32 AM mientras hablaba con su compañero Terry Long. A las 6:32 AM, se produjo la llamada a los servicios de emergencia (911) del Condado de Prince George (Maryland) realizada por Brian Tribble (un amigo de la infancia), según éste, Bias estaba inconsciente y no respiraba. Todos los intentos de reanimación por parte del equipo médico fueron en vano, así como varios intentos posteriores en el Servicio de Urgencias del Leland Memorial Hospital en Riverdale Park (Maryland). Bias fue declarado muerto a las 8:55 AM del 19 de junio de una arritmia cardíaca relacionada con el consumo de la cocaína. Más tarde se informó de que no había restos de otras drogas o alcohol en su organismo. Posteriormente se supo que la cocaína que consumieron Bias y sus compañeros tenía una pureza superior al 98%.

## Tras su muerte
Cuatro días después de su muerte, más de once mil personas abarrotaron el pabellón Cole Field House, campo donde Bías jugó para los Terrapins, para un acto funerario conmemorativo. El propio Red Auerbach habló, y dijo que había planeado durante tres años reclutar a Bias para los Celtics. Auerbach agregó que la ciudad de Boston no había estado tan conmocionada desde el asesinato de John F. Kennedy. El cuerpo de Len Bias fue enterrado en el Lincoln Memorial Cemetery en Suitland, Maryland.
El 30 de junio de 1986, los Celtics honraron a Bias con su propio funeral, regalando su camiseta #30 (nunca utilizada) a su madre, Lonise.

### Juicio
El 25 de julio de 1986, el Gran Jurado emitió acusaciones formales contra el amigo de Bias, Brian Tribble, por posesión de cocaína y posesión de cocaína con intención de distribuirla, y también a sus compañeros de equipo: Terry Long y David Gregg (ambos por posesión de cocaína y obstrucción de la justicia). A su vez, Long y Gregg fueron suspendidos del equipo el 31 de julio.
El 20 de octubre de 1986, los fiscales retiraron todos los cargos contra Long y Gregg a cambio de su testimonio contra Tribble. El 30 de octubre, el Gran Jurado añadió tres acusaciones más contra Tribble -un cargo de conspiración para obstruir a la justicia y dos cargos de obstrucción a la justicia-. También el 30 de octubre, Kenneth Marcos Fobbs, compañero de habitación de Tribble, fue acusado de perjurio por mentirle al Gran Jurado sobre la última vez que vio a Tribble.
El estado finalmente retiró los cargos de perjurio contra Fobbs el 24 de marzo de 1987, y un jurado absolvió a Tribble de todos los cargos relacionados con el caso de Bias, el 3 de junio de 1987.

### Consecuencias legales
En 1988, el Congreso de los Estados Unidos aprobó una ley antidrogas mucho más estricta, y que se conoce como «La Ley de Len Bias». La propuesta fue respaldada por ambas partes y refuerza la anterior ley antidrogas con penas más severas, ampliando a su vez el programa D.A.R.E. (Drug Abuse Resistance Education).

### Universidad de Maryland
Las circunstancias que rodean la muerte de Bias envolvieron al programa de la Universidad de Maryland y su deporte en el caos. Una investigación reveló que Bias tenía veintiún créditos menos de los requeridos para su graduación a pesar de haber utilizado todo su elegibilidad atlética. El 26 de agosto de 1986, el procurador del Estado Arthur A. Marshall Jr. afirmó que a las pocas horas después de la muerte de Bias, el entrenador de baloncesto Lefty Driesell dijo a sus jugadores que eliminaran cualquier rastro de droga del dormitorio de Bias. Dos días más tarde, el padre de Bias, James, acusó a la Universidad de Maryland, y a Driesell en particular, de dejar de lado la situación académica de sus atletas. Posteriormente la National Collegiate Athletic Association comenzó su investigación sobre el asunto.
La controversia llevó al director deportivo Dick Dull a renunciar de su cargo el 7 de octubre de 1986, y Driesell haciendo lo propio el 29 de octubre, después de ejercer como entrenador de los Terrapins durante 17 años. El Gran Jurado que presidió el caso de Bias, emitió un informe final el 26 de febrero de 1987, donde criticó al departamento deportivo de la Universidad de Maryland, a la oficina de admisiones, y la policía del campus.

### Jay Bias
El 5 de diciembre de 1990 el hermano menor de Len, James Stanley «Jay» Bias III, un joven y prometedor talento baloncestístico de veinte años, fue asesinado a balazos, tras una disputa, en el aparcamiento del centro comercial Prince George's Plaza, en Hyattsville, situado a pocos kilómetros de la Universidad de Maryland. Dos hombres armados, Jerry Tyler y Gerald Eiland, dispararon varias veces sobre el vehículo de Jay, que ocupaban éste y dos amigos. Jay recibió dos disparos en la espalda. Poco después fue declarado muerto en el mismo hospital donde había muerto Len Bias, y fue enterrado junto a él en el Lincoln Memorial Cemetery. Tyler y Eiland ambos fueron declarados culpables de asesinar a Jay Bias.

### Padres
Tras la muerte de sus hijos, James y Lonise Bias asumieron roles de portavoces sociales. Lonise se convirtió en una conferenciante internacionalmente conocida en contra de las drogas, mientras que James se convirtió en un defensor del control de armas de fuego.

### Documental
Una película documental sobre la vida de Bias, dirigida por Kirk Fraser, se presentó en el Festival de Cine de Sundance de 2008 y se estrenó finalmente el 19 de junio de 2009. Fue promocionada por el canal estadounidense ESPN, que lo incluyó en su serie documental 30 for 30, conmemorando el trigésimo aniversario de la franquicia.